# Fred Murphy
Fred Murphy (New York, 1942. december 16. –) amerikai operatőr.

## Élete
David Koepp rendezővel korábban a Hetedik érzék című filmben dolgozott együtt. Wim Wenders A dolgok állása című filmjének társoperatőre volt Henri Alekan mellett. A film Arany Oroszlán díjat nyert az 1983-as Velencei Filmfesztiválon.

## Munkái
- A dolgok állása (Der Stand der Dinge) (1982)
- Eddie és a cirkálók (1983)
- Út az ismeretlenbe (The Trip to Bountiful) (1985)
- Mirrors (1985)
- A legjobb dobás (1986)
- The dead (1987)
- Az ötödik sarok (1987)
- Bestseller – Egy bérgyilkos vallomásai (1987)
- Vad szenvedélyek (Fresh Horses) (1988)
- Holdfény az öböl felett (1988)
- Ellenségek - Szerelmi történet (1989)
- Egy null a hullának (1989)
- Gyerekes szerelem (1990)
- Jelenetek egy áruházból (Scenes from a Mall) (1991)
- Holtvágány (1991)
- Jack, a mackó (Jack the Bear) (1993)
- Galaktikus uborka (1993)
- Murder in the First (1995)
- Fantasztikusok (The Fantasticks) (1995)
- A hűtlenség ára (Faithful) (1996)
- Két túsz között (Metro) (1997)
- Mindenem a tánc (Dance with Me) (1998)
- Októberi égbolt (October Sky) (1999)
- Hetedik érzék (Stir of Echoes) (1999)
- Soul Survivors (2001)
- Mesterlövészek (Cheats) (2001)
- Gyilkos sorok - Az utolsó szabad ember (2001)
- A szexfüggő (Auto Focus) (2002)
- Megszólít az éjszaka (The Mothman Prophecies) (2002)
- Gyilkos sorok - A kelta fejtörő (2003)
- Freddy vs. Jason (2003)
- A titkos ablak (2004)
- Az álmodó (2005)
- Rumlis vakáció (2006)
- A gyilkolás művészete (2007)
- Ghost Town (2008)
- Fúrófej Taylor (2008)